# 코리아컵
코리아컵(Korea Cup)은 대한축구협회에서 주관하는 축구 대회로, 매년 개최되며 승자전 방식으로 진행된다. 1996년 제1회 대회를 시행하였으며, 1921년 창설한 전조선축구대회(1921-1940)와 1946년 창설된 전국축구선수권대회(1946-2000)을 전신으로 한다.

## 개요
코리아컵에는 대한축구협회에 등록된 모든 팀이 참가할 수 있으나 현실적 여건으로 인해 참가 팀 수에는 제약이 있으며 2019년 기준으로 총 86개 팀이 참가하며 K리그1(1부)과 K리그2(2부)에서 22팀, K3리그(3부)와 K4리그(4부)에서 28팀 등이 이에 해당한다.
대회는 준결승전과 결승전을 포함하여 총 8라운드로 구성되어 있으며 이 중 1~3라운드는 예선 라운드에 속하며 K리그1 팀이 참가하기 시작하는 4라운드 이후부터는 본선 라운드에 속한다.
대회가 창설된 이래 K리그 이외에 소속된 축구 팀이 우승한 적은 없으며 2005년 울산 현대미포조선 돌고래와 2019년 대전 코레일이 준우승을 기록한 것이 최고 기록이다.
코리아컵은 세미프로팀과 아마추어팀이 프로팀과 만날 수 있는 유일한 대회이기 때문에 언더독의 '자이언트 킬링'이 매 대회마다 주목받는다.
우승 팀은 상금 3억 원과 함께 FA컵 트로피를 받으며 K리그1 1~3위와 함께 다음 연도 AFC 챔피언스리그 출전 자격을 얻지만 K리그의 프로팀들을 제외한 모든 팀은 AFC 규정에 의해 AFC 챔피언스리그 출전 자격을 얻을 수 없으며 K리그에 소속되지 않은 팀이 대회에서 우승한 경우 출전 자격은 K리그1 4위에 이양되며 초대 우승팀은 포항 스틸러스이다.

## 역사
1945년 해방 이전, 즉 일제강점기에는 1921년부터 조선체육회에서 주관하는 전조선축구대회가 열려왔으나, 중일 전쟁에 접어든 일본 제국의 침략 정책 강화로 인해 1940년 제21회 대회를 마지막으로 더 이상 열리지 못하였다. 하지만, 해방시까지 한반도의 축구팀들도 일본축구협회에서 주관하던 천황배 전일본 축구 선수권 대회에 참가하였고, 전경성축구단과 보성전문학교 등 몇몇 팀은 우수한 성적을 올리기도 했다. 해방 이후 전국 규모의 축구대회가 처음 열린 것은 1946년이다. 이때부터 조선축구협회에서 주관하는 전국축구선수권대회가 매년 가을(11월 경) 열렸으며, 이 대회는 국내의 실업, 대학, 군팀 등 성인 축구팀들이 모두 참가해 그 해 한국축구의 실질적인 챔피언을 가리는 대회였다. 그러나 1983년 프로축구 리그인 수퍼리그가 출범하면서, 점차 전국축구선수권대회에는 아마추어 구단들만 참가하게 되었고, 대회의 의미가 점차 퇴색하였다. 때문에 프로와 아마추어가 모두 아울러서 참가하는 FA컵 대회가 1984년도 말에 추진되기도 하였으며, 실제 1988년 제43회 전국축구선수권대회와 1989년 제44회 전국축구선수권대회 때는 프로팀들이 참가한 가운데, FA컵 축구대회라는 명칭이 사용되기도 하였다.. 이후 대한축구협회와 프로구단들 간의 불화로 대회는 다시 아마추어 위주의 대회로 바뀌었다가, 1996년 프로와 아마추어 등 모든 형태의 성인 축구팀을 통틀어 한국 축구의 최강구단을 가리는 FA컵 대회가 다시 열리게 된다. 2000년까지는 전국축구선수권대회와 FA컵이 별개로 개최되었으나 전국축구선수권대회가 2000년 대회를 마지막으로 폐지되고 2001년부터 FA컵에 흡수통합이 되면서 2001년부터 2009년까지 대회명칭을 FA CUP 전국축구선수권대회로 호칭하였다.
처음에는 프로축구단과 몇몇 대회에서 좋은 활약을 펼친 아마추어 축구단들이 참가하였으나, 2001년 K2리그가 출범하면서 기존의 전국 축구 선수권 대회는 공식적으로 FA컵에 통합되었다. 2001년 대한민국 FA컵을 기점으로 대학을 포함한 모든 성인 아마추어 구단들이 참가하게 되고, 몇몇 상위권 생활체육 축구구단에게도 참가 자격이 주어졌다. 2003년부터는 축구협회에 등록된 2종 구단팀(직장, 동호인, 지역 축구팀 등)도 예선(코니그린컵 등)을 거쳐 본선에 참가할 수 있게 되면서 진정한 의미의 FA컵으로 거듭나게 되었다.
2005년까지 대회는 K리그 정규리그가 끝난 후에 짧은 시간 동안 치러졌다. 연장전과 승부차기가 적용되었다. 프로팀들은 시드를 받고 예선이 면제되었으나, 홈경기장이 아닌 김천시, 남해군, 김해시 등 대한민국 남부의 소도시에서 치러졌다.
2006년 대회부터는 대회의 품격과 흥행을 위해 상금이 오르고, 대회가 연중행사로 치러지게 되었다. 3월 초에 예선 라운드부터 시작해 결승전은 늦가을~겨울에 치러진다. 토너먼트가 진행될 때마다 조추첨 행사를 가져 언론의 관심을 유도하는 등 새로운 변화를 모색하기 시작했다.
결승전의 방식에 대해서는 그간 몇 가지 변화가 있었다. 2007년 대회에서는 결승전이 단판 승부가 아니라 홈 앤드 어웨이로 치러졌다. 2008년 대회부터 2015년 대회까지는 결승전이 다시 단판 승부로 치러졌다. 단판 승부로 회기하면서 결승전을 치를 장소가 문제가 되었다. 2008년 대회의 경우 4강전 1•2차전과 결승전까지 3경기를 추운 날씨 탓에 당해 대회에서는 중립지역에 해당했던 제주특별자치도에서 치렀는데 관중 흥행에서 크게 실패했다. 이에 따라 2009년 대회부터는 원스타 시스템을 도입하고 있다. 원스타 시스템이란 결승전을 개최할 경기장을 선정하는 방식으로 그 구체적인 내용은 다음과 같다. 4강전에 오른 네 팀이 경기에 앞서 별("★"), "1", "2", "3"이 각각 적혀있는 종이를 놓고 추첨을 한다. 4강전에서 승리하여 결승전에 진출한 두 팀 중에서 추첨 당시 더 낮은 숫자를 받은 팀의 홈 경기장에서 결승전을 치른다. 단, 별("★")은 "2", "3"보다는 높지만 "1"보다는 낮은 것으로 간주된다. 2016년 대회부터 결승전이 다시 홈 앤드 어웨이로 바뀌었다.

## 스폰서십과 대회 명칭
※ 공식 대회명칭과 트로피에는 영문 FA CUP으로 표기한다.

※ FA컵 타이틀 스폰서는 1998년부터 도입되었다.

※ 2001년 전국축구선수권대회와 통합 이후 2008년까지 FA컵 전국축구선수권대회 혹은 약칭으로 FA컵 축구선수권대회 명칭이 혼용되어서 사용되었는데 공식 대회명칭은 FA컵 전국축구선수권대회이다.
| 연도          | 스폰서 명         | 대회 명칭                                                                           | 비고 |
| ------------- | ----------------- | ----------------------------------------------------------------------------------- | --- |
| 1996년~1997년 | 스폰서 없음       | 제1회 FA CUP 축구대회 (1996년) 제2회 FA컵 축구대회 (1997년)                         | |
| 1998년~1999년 | 삼보컴퓨터        | 제3회 삼보체인지업 FA CUP 축구대회 (1998년) 제4회 삼보컴퓨터 FA컵 축구대회 (1999년) | |
| 2000년~2001년 | 서울은행          | 2000 서울은행 FA컵 축구대회 2001 서울은행 FA CUP 전국축구선수권대회                 | 2000년 대회부터 횟수가 빠지고 연도가 표기되기 시작했다. 2001년 대회는 전국축구선수권대회 통합 이후 첫 대회이다.                                    |
| 2002년        | 하나은행 서울은행 | 2002 하나-서울은행 FA CUP 전국축구선수권대회                                        | (구)서울은행 시절 때부터 국가대표팀 스폰서와 동시에 FA컵 스폰서를 하였으며 하나은행과 합병한 이후에는 통합 하나은행이 스폰서 역할을 이어가고 있다. |
| 2003년~2008년 | 하나은행          | 2003 하나은행 FA CUP 전국축구선수권대회 ↕ 2008 하나은행 FA CUP 전국축구선수권대회   | 2008년 대회까지 명칭에 전국축구선수권대회 혹은 축구선수권대회가 포함되었다.                                                                        |
| 2009년~2015년 | 하나은행          | 2009 하나은행 FA CUP ↕ 2015 하나은행 FA CUP                                         | 2009년 대회부터 명칭에서 전국축구선수권대회가 제외되었다.                                                                                          |
| 2015년~2019년 | KEB하나은행       | 2015 KEB하나은행 FA CUP ↕ 2019 KEB하나은행 FA CUP                                   | 2015년 9월 하나은행과 한국외환은행이 합병하여 KEB하나은행으로 출범하면서 스폰서명도 변경되었다.                                                    |
| 2020년~2023년 | 하나은행          | 2020 하나은행 FA CUP ↕ 2023 하나은행 FA CUP                                         | 2020년 3월부터 KEB 하나은행에서 하나은행으로 브랜드명칭을 변경하면서 스폰서명도 변경되었다.                                                        |
| 2024년~현재   | 하나은행          | 2024 하나은행 코리아컵 ↕ 현재                                                       | 2024년 대회부터 명칭이 코리아컵으로 변경되었다. |

## 우승

### 시즌별 우승 구단
| 시즌 | 우승               | 점수                  | 준우승                   | 결승전 경기장        |
| ---- | ------------------ | --------------------- | ------------------------ | -------------------- |
| 1996 | 포항 아톰즈        | 0-0 (a.e.t.) (7-6 p)  | 수원 삼성 블루윙즈       | 진주공설운동장       |
| 1997 | 전남 드래곤즈      | 1-0                   | 천안 일화 천마           | 광주무등경기장       |
| 1998 | 안양 LG 치타스     | 2-1                   | 울산 현대 호랑이         | 동대문운동장         |
| 1999 | 천안 일화 천마     | 3-0                   | 전북 현대 다이노스       | 제주종합경기장       |
| 2000 | 전북 현대 모터스   | 2-0                   | 성남 일화 천마           | 제주종합경기장       |
| 2001 | 대전 시티즌        | 1-0                   | 포항 스틸러스            | 서울월드컵경기장     |
| 2002 | 수원 삼성 블루윙즈 | 1-0                   | 포항 스틸러스            | 제주월드컵경기장     |
| 2003 | 전북 현대 모터스   | 2-2 (a.e.t.) (4-2 p)  | 전남 드래곤즈            | 서울월드컵경기장     |
| 2004 | 부산 아이콘스      | 1-1 (a.e.t.) (4-3 p)  | 부천 SK                  | 창원종합운동장       |
| 2005 | 전북 현대 모터스   | 1-0                   | 울산 현대미포조선 돌고래 | 서울월드컵경기장     |
| 2006 | 전남 드래곤즈      | 2-0                   | 수원 삼성 블루윙즈       | 서울월드컵경기장     |
| 2007 | 전남 드래곤즈      | 3-2                   | 포항 스틸러스            | 광양축구전용구장     |
| 2007 | 전남 드래곤즈      | 3-1                   | 포항 스틸러스            | 포항스틸야드         |
| 2008 | 포항 스틸러스      | 2-0                   | 경남 FC                  | 제주종합경기장       |
| 2009 | 수원 삼성 블루윙즈 | 1-1 (a.e.t.) (4-2 p)  | 성남 일화 천마           | 성남종합운동장       |
| 2010 | 수원 삼성 블루윙즈 | 1-0                   | 부산 아이파크            | 부산아시아드주경기장 |
| 2011 | 성남 일화 천마     | 1-0                   | 수원 삼성 블루윙즈       | 탄천종합운동장       |
| 2012 | 포항 스틸러스      | 1-0 (a.e.t.)          | 경남 FC                  | 포항스틸야드         |
| 2013 | 포항 스틸러스      | 1-1 (a.e.t.) (4-3 p)  | 전북 현대 모터스         | 전주월드컵경기장     |
| 2014 | 성남 FC            | 0-0 (a.e.t.) (4-2 p)  | FC 서울                  | 서울월드컵경기장     |
| 2015 | FC 서울            | 3-1                   | 인천 유나이티드          | 서울월드컵경기장     |
| 2016 | 수원 삼성 블루윙즈 | 2-1                   | FC 서울                  | 수원월드컵경기장     |
| 2016 | 수원 삼성 블루윙즈 | 1-2 (a.e.t.) (10-9 p) | FC 서울                  | 서울월드컵경기장     |
| 2017 | 울산 현대          | 2-1                   | 부산 아이파크            | 구덕운동장           |
| 2017 | 울산 현대          | 0-0                   | 부산 아이파크            | 울산문수축구경기장   |
| 2018 | 대구 FC            | 2-1                   | 울산 현대                | 울산문수축구경기장   |
| 2018 | 대구 FC            | 3-0                   | 울산 현대                | 대구스타디움         |
| 2019 | 수원 삼성 블루윙즈 | 0-0                   | 대전 코레일              | 한밭종합운동장       |
| 2019 | 수원 삼성 블루윙즈 | 4-0                   | 대전 코레일              | 수원월드컵경기장     |
| 2020 | 전북 현대 모터스   | 1-1                   | 울산 현대                | 울산문수축구경기장   |
| 2020 | 전북 현대 모터스   | 2-1                   | 울산 현대                | 전주월드컵경기장     |
| 2021 | 전남 드래곤즈      | 0-1                   | 대구 FC                  | 광양축구전용구장     |
| 2021 | 전남 드래곤즈      | 4-3 (a)               | 대구 FC                  | DGB대구은행파크      |
| 2022 | 전북 현대 모터스   | 2-2                   | FC 서울                  | 서울월드컵경기장     |
| 2022 | 전북 현대 모터스   | 3-1                   | FC 서울                  | 전주월드컵경기장     |
| 2023 | 포항 스틸러스      | 4-2                   | 전북 현대 모터스         | 포항스틸야드         |
| 2024 | 포항 스틸러스      | 3-1(a.e.t.)           | 울산 HD FC               | 서울월드컵경기장     |

### 구단별 우승 횟수
| 구단                     | 우승 | 준우승 | 우승 연도                          | 준우승 연도            |
| ------------------------ | ---- | ------ | ---------------------------------- | ---------------------- |
| 포항 스틸러스            | 6    | 3      | 1996, 2008, 2012, 2013, 2023, 2024 | 2001, 2002, 2007       |
| 전북 현대 모터스         | 5    | 3      | 2000, 2003, 2005, 2020, 2022       | 1999, 2013, 2023       |
| 수원 삼성 블루윙즈       | 5    | 3      | 2002, 2009, 2010, 2016, 2019       | 1996, 2006, 2011       |
| 전남 드래곤즈            | 4    | 1      | 1997, 2006, 2007, 2021             | 2003                   |
| 성남 FC                  | 3    | 3      | 1999, 2011, 2014                   | 1997, 2000, 2009       |
| FC 서울                  | 2    | 3      | 1998, 2015                         | 2014, 2016, 2022       |
| 울산 HD FC               | 1    | 4      | 2017                               | 1998, 2018, 2020, 2024 |
| 부산 아이파크            | 1    | 2      | 2004                               | 2010, 2017             |
| 대구 FC                  | 1    | 1      | 2018                               | 2021                   |
| 대전 하나 시티즌         | 1    | 0      | 2001                               | —                      |
| 경남 FC                  | 0    | 2      | —                                  | 2008, 2012             |
| 제주 SK FC               | 0    | 1      | —                                  | 2004                   |
| 울산 현대미포조선 돌고래 | 0    | 1      | —                                  | 2005                   |
| 인천 유나이티드          | 0    | 1      | —                                  | 2015                   |
| 대전 코레일              | 0    | 1      | —                                  | 2019                   |

## 개인 기록

### 최우수선수
| 시즌 | 선수     | 구단               |
| ---- | -------- | ------------------ |
| 1996 | 조진호   | 포항 스틸러스      |
| 1997 | 김정혁   | 전남 드래곤즈      |
| 1998 | 강준호   | 안양 LG 치타스     |
| 1999 | 박남열   | 천안 일화 천마     |
| 2000 | 박성배   | 전북 현대 모터스   |
| 2001 | 김은중   | 대전 시티즌        |
| 2002 | 서정원   | 수원 삼성 블루윙즈 |
| 2003 | 에드밀손 | 전북 현대 모터스   |
| 2004 | 김용대   | 부산 아이콘스      |
| 2005 | 밀톤     | 전북 현대 모터스   |
| 2006 | 김효일   | 전남 드래곤즈      |
| 2007 | 김치우   | 전남 드래곤즈      |
| 2008 | 최효진   | 포항 스틸러스      |
| 2009 | 이운재   | 수원 삼성 블루윙즈 |
| 2010 | 염기훈   | 수원 삼성 블루윙즈 |
| 2011 | 조동건   | 성남 일화 천마     |
| 2012 | 황지수   | 포항 스틸러스      |
| 2013 | 신화용   | 포항 스틸러스      |
| 2014 | 박준혁   | 성남 FC            |
| 2015 | 다카하기 | FC 서울            |
| 2016 | 염기훈   | 수원 삼성 블루윙즈 |
| 2017 | 김용대   | 울산 현대          |
| 2018 | 세징야   | 대구 FC            |
| 2019 | 고승범   | 수원 삼성 블루윙즈 |
| 2020 | 이승기   | 전북 현대 모터스   |
| 2021 | 정재희   | 전남 드래곤즈      |
| 2022 | 조규성   | 전북 현대 모터스   |
| 2023 | 김종우   | 포항 스틸러스      |
| 2024 | 김인성   | 포항 스틸러스      |

### 득점상
※ 득점상 대상자가 다수일 경우 출전 경기 수가 작은 선수 그 다음 출전 시간이 적은 선수 순서에 따라 결정한다.

※ 득점기록 산출은 32강전부터 적용하며, 4골 이상 득점한 선수에 한하여 시상하며, 본 대회 1, 2라운드의 득점기록은
득점상 수상자 선정시 포함하지 않는다.(2007년까지는 3골 이상 득점한 선수에 한하였다.)

※ 최다 득점자가 3명 이상일 경우 시상 취소 규정으로 인해 2002, 2003, 2007 대회는 득점상 수상자 없음.

※ 4골 이상 득점한 선수에 한하여 시상 규정으로 인해 2012, 2013, 2015, 2017 대회는 득점상 수상자 없음.
| 시즌 | 선수        | 구단               | 득점        |
| ---- | ----------- | ------------------ | ----------- |
| 1996 | 데니스      | 수원 삼성 블루윙즈 | 4           |
| 1997 | 노상래      | 전남 드래곤즈      | 6           |
| 1998 | 김종건      | 울산 현대          | 5           |
| 1999 | 최용수      | 안양 LG 치타스     | 5           |
| 2000 | 세자르      | 전남 드래곤즈      | 4           |
| 2001 | 김은중      | 대전 시티즌        | 4           |
| 2001 | 최성국      | 고려대학교         | 4           |
| 2002 | 시상 취소   | 시상 취소          | 시상 취소   |
| 2003 | 시상 취소   | 시상 취소          | 시상 취소   |
| 2004 | 왕정현      | FC 서울            | 5           |
| 2004 | 정조국      | FC 서울            | 5           |
| 2005 | 밀톤        | 전북 현대 모터스   | 6           |
| 2006 | 장남석      | 대구 FC            | 3           |
| 2007 | 시상 취소   | 시상 취소          | 시상 취소   |
| 2008 | 김동찬      | 경남 FC            | 6           |
| 2009 | 스테보      | 포항 스틸러스      | 5           |
| 2010 | 지동원      | 전남 드래곤즈      | 5           |
| 2011 | 고슬기      | 울산 현대          | 4           |
| 2012 | 수상자 없음 | 수상자 없음        | 수상자 없음 |
| 2013 | 수상자 없음 | 수상자 없음        | 수상자 없음 |
| 2014 | 카이오      | 전북 현대 모터스   | 4           |
| 2015 | 수상자 없음 | 수상자 없음        | 수상자 없음 |
| 2016 | 아드리아노  | FC 서울            | 5           |
| 2017 | 수상자 없음 | 수상자 없음        | 수상자 없음 |
| 2018 | 세징야      | 대구 FC            | 5           |
| 2019 | 염기훈      | 수원 삼성 블루윙즈 | 5           |
| 2020 | 구스타보    | 전북 현대 모터스   | 4           |
| 2021 | 박희성      | 전남 드래곤즈      | 4           |
| 2022 | 허용준      | 포항 스틸러스      | 4           |
| 2023 | 구스타보    | 전북 현대 모터스   | 5           |
| 2024 | 정재희      | 포항 스틸러스      | 5           |

### 라운드 최우수선수
코리아컵의 특성을 반영해 각 라운드별 최우수선수에게 수여하는 상이며, 2009년에 신설되었다. 경기마다 파견되는 경기감독관이 해당 경기 최고 수훈 선수를 선정한 뒤, 최종 1명을 선발해 최고 선수로 선정한다.
MOR 선정 선수에게는 소정의 상금과 하나은행에서 제공하는 트로피가 전달된다.
코리아컵 라운드 최우수선수의 첫번째 수상자는 5월 13일 열린 FA컵 32강전에서 부산교통공사전 3골-1도움을 기록한 성남 일화 천마 소속의 모따다.

## 공식 경기구
| 시즌 | 제작사 | 경기구            | 출처                 | 비고 |
| ---- | ------ | ----------------- | -------------------- | ---- |
| 1996 | ?      |                   |                      |      |
| 1997 | ?      |                   |                      |      |
| 1998 | ?      |                   |                      |      |
| 1999 | ?      |                   |                      |      |
| 2000 | ?      |                   |                      |      |
| 2001 | ?      |                   |                      |      |
| 2002 | ?      |                   |                      |      |
| 2003 | ?      |                   |                      |      |
| 2004 | ?      |                   |                      |      |
| 2005 | ?      |                   |                      |      |
| 2006 | ?      |                   |                      |      |
| 2007 | ?      |                   |                      |      |
| 2008 | ?      |                   |                      |      |
| 2009 | 낫소   |                   |                      |      |
| 2010 | 낫소   |                   |                      |      |
| 2011 | 낫소   |                   |                      |      |
| 2012 | 낫소   | 투지 FA(NSSBSSTG) | [ 12 ]               |      |
| 2013 | 낫소   | 투지 FA(?)        |                      |      |
| 2014 | 낫소   | 투지 FA(?)        | [ 13 ]               |      |
| 2015 | 낫소   | 투지 FA(?)        |                      |      |
| 2016 | 낫소   | 투지 FA(5FF)      | [ 14 ] [ 15 ] [ 16 ] |      |
| 2017 | 낫소   | 투지 FA(SSGT-5FF) | [ 17 ] [ 18 ]        |      |
| 2018 | 낫소   | 투지 FA(SSGT-5FF) | [ 17 ] [ 18 ]        |      |
| 2019 | 낫소   | 투지 FA(SSGT-5FF) | [ 17 ] [ 18 ]        |      |
| 2020 | 낫소   | 투지 FA(SSGT-5FF) | [ 17 ] [ 18 ]        |      |

## 같이 보기
- 코리아컵 우승 기록
- 코리아컵 MVP
- 코리아컵 득점상
- 전조선축구대회
- 전국축구선수권대회
- 대한축구협회

### 내용주
1. ↑  대한축구협회에서는 전조선축구대회와 전국축구선수권대회를 전신으로 인정하고 있으나 기록을 승계하지 않는다.
2. ↑  다만 군경팀인 김천 상무는 제외된다.

## 참고 자료
1. ↑  “FA컵 결산 - 20주년 맞아 도약하는 FA컵”. 대한축구협회 공식 홈페이지. 2016년 12월 5일.
2. ↑  “대한축구협회 FA컵 대회소개 (한국어/영어/일본어)”. 2013년 3월 29일에 원본 문서에서 보존된 문서. 2012년 12월 11일에 확인함.
3. ↑  “내년부터 축구의 "王中王(왕중왕)" 「FA컵대회」신설”. 경향신문. 1984년 11월 15일.
4. ↑  “FA컵축구 15일개막 프로•실업등42팀참가”. 경향신문. 1988년 11월 10일.
5. ↑  “89축구「王中王(왕중왕)」뽑는다”. 경향신문. 1989년 11월 1일.
6. ↑  “축구 - 생활체육팀도 FA컵 출전”. 동아일보. 2000년 12월 17일.
7. ↑  “서울은행, 2억원에 FA컵축구 타이틀스폰서”. 연합뉴스. 2000년 11월 7일.
8. ↑  “포항, 경남에 2-0 승리, FA컵 통산 2회 우승 달성”. 대한축구협회 공식 웹사이트. 2008년 12월 21일.[깨진 링크(과거 내용 찾기)]
9. ↑  “FA컵 결승전 관전 및 하나은행에 감사패 증정”. 대한축구협회 공식 웹사이트. 2009년 11월 9일. 2016년 3월 6일에 원본 문서에서 보존된 문서. 2014년 7월 20일에 확인함.
10. ↑  “FA컵 득점상 규정은?”. 스포츠서울. 2008년 12월 18일.
11. ↑  모따, 하나은행 FA컵 32강 MOR에 선정
12. ↑  (낫소)낫소 투지 FA(NSSBSSTG)
13. ↑  KFA, 2016년까지 ‘낫소’ 공인구 사용
14. ↑  FA컵 1R 대진 확정… ‘다크호스’ 넥센 T, 한남대와 격돌
15. ↑  “낫소 축구공 2016 투지 FA 5호(FA컵 공식 사용구)”. 2018년 7월 3일에 원본 문서에서 보존된 문서. 2018년 7월 3일에 확인함.
16. ↑  낫소 축구공 2016 투지 FA 5FF 풋볼 사커 축구장비
17. ↑  KFA 공식 사용구 Nassau 투지 시리즈
18. ↑  “투지 FA - 낫소 웹사이트”. 2018년 1월 28일에 원본 문서에서 보존된 문서. 2019년 12월 8일에 확인함.